# Herrarnas lagtävling i backhoppning vid olympiska vinterspelen 1992
Herrarnas lagtävling i backhoppning vid de olympiska vinterspelen 1992 i Albertville, Frankrike hölls den 14 februari 1992.

## Lagtävling
| Spel       | Guld                                                                          | Silver                                                                       | Brons                                                                        |
| Lagtävling | Finland · Ari-Pekka Nikkola · Mika Laitinen · Risto Laakkonen · Toni Nieminen | Österrike · Heinz Kuttin · Ernst Vettori · Martin Höllwarth · Andreas Felder | Tjeckoslovakien · František Jež · Tomáš Goder · Jaroslav Sakala · Jiří Parma |

## Resultat
| Lag    | Placering                                                                  | Poäng |
| ------ | -------------------------------------------------------------------------- | ----- |
| Guld   | Finland (Ari-Pekka Nikkola, Mika Laitinen, Risto Laakkonen, Toni Nieminen) | 644.4 |
| Silver | Österrike (Heinz Kuttin, Ernst Vettori, Martin Höllwarth, Andreas Felder)  | 642.9 |
| Brons  | Tjeckoslovakien (František Jež, Tomáš Goder, Jaroslav Sakala, Jiří Parma)  | 620.1 |
| 4      | Japan (Jiro Kamiharako, Masahiko Harada, Noriaki Kasai, Kenji Suda)        | 571.0 |
| 5      | Tyskland (Heiko Hunger, Dieter Thoma, Christof Duffner, Jens Weißflog)     | 544.6 |
| 6      | Slovenien (Primož Kopac, Matjaž Zupan, Franci Petek, Samo Gostisa)         | 543.3 |
| 7      | Norge (Rune Olijnyk, Magne Johansen, Lasse Ottesen, Espen Bredesen)        | 538.0 |
| 8      | Schweiz (Markus Gahler, Martin Trunz, Sylvain Freiholz, Stephan Zünd)      | 537.9 |
| 9      | Sverige (Mikael Martinsson, Magnus Westman, Jan Boklöv, Staffan Tällberg)  | 515.1 |
| 10     | Frankrike (Jérôme Gay, Didier Mollard, Nicolas Jean-Prost, Steve Delaup)   | 510.9 |
| 11     | OSS (Michail Jesin, Dionis Vodnjev, Andrej Vervejkin, Juri Dudjarev)       | 503.4 |
| 12     | USA (Jim Holland, Ted Langlois, Bryan Sanders, Bob Holme)                  | 482.4 |
| 13     | Italien (Roberto Cecon, Ivo Pertile, Ivan Lunardi)                         | 472.2 |
| 14     | Kanada (Ron Richards, Horst Bulau, Kirk Allen)                             | 341.0 |